# Uyo

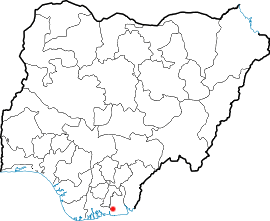
Uyo, Nigeria.

Uyo är en stad i Nigerdeltat i sydöstra Nigeria. Den är administrativ huvudort för delstaten Akwa Ibom och har ungefär 100 000 invånare (2006). Staden har ett universitet, University of Uyo (UNIUYO), tidigare University of Cross River State. Strax utanför ligger flygplatsen Akwa Ibom Airport.